# Podviní
Podviní je vesnice, část obce Trnovany v okrese Litoměřice. Nachází se asi 1 km na sever od Trnovan. V roce 2009 zde bylo evidováno 76 adres. V roce 2011 zde trvale žilo 234 obyvatel.
Podviní leží v katastrálním území Trnovany u Litoměřic o výměře 3,04 km2.

## Historie
Nejstarší písemná zmínka pochází z roku 1057.

## Obyvatelstvo
|                                                                   | 1869 | 1880 | 1890 | 1900 | 1910 | 1921 | 1930 | 1950 | 1961 | 1970 | 1980 | 1991 | 2001 | 2011 |
| ----------------------------------------------------------------- | ---- | ---- | ---- | ---- | ---- | ---- | ---- | ---- | ---- | ---- | ---- | ---- | ---- | ---- |
| Obyvatelé                                                         | 186  | 146  | 178  | 202  | 217  | 186  | 210  | 126  | 126  | 115  | 163  | 172  | 174  | 234  |
| Domy                                                              | 50   | 35   | 36   | 37   | 37   | 37   | 44   | 45   | .    | 33   | 47   | 63   | 69   | 83   |
| Počet domů z roku 1961 je zahrnut v domech místní části Trnovany. |      |      |      |      |      |      |      |      |      |      |      |      |      |      |

## Pamětihodnosti
- Dům čp. 23